# Polyosma retusa
Polyosma retusa är en tvåhjärtbladig växtart som beskrevs av C. B. Robinson. Polyosma retusa ingår i släktet Polyosma och familjen Escalloniaceae. Inga underarter finns listade i Catalogue of Life.